# Jambles
Jambles település Franciaországban, Saône-et-Loire megyében. Lakosainak száma 475 fő (2022. január 1.). Jambles Barizey, Châtel-Moron, Givry, Moroges, Saint-Denis-de-Vaux, Saint-Désert és Sainte-Hélène községekkel határos.

## Népesség
A település népességének változása:
| Lakosok száma | 494  | 494  | 511  | 490  | 491  | 486  | 485  | 480  | 475  |
|               | 2013 | 2015 | 2016 | 2017 | 2018 | 2019 | 2020 | 2021 | 2022 |